# 20-та бригада оперативного призначення НГУ «Любарт»
20-та бригада оперативного призначення «Любарт» — військове формування Національної гвардії України. Перебуває у складі 1-го корпусу «Азов».
На початку повномасштабного вторгнення РФ на Волині був створений спецпідрозділ «Любарт» як ДФТГ. Влітку 2022 року воював на Запоріжжі та Донеччині під назвою Окремий загін спеціального призначення «Любарт». Взимку брав участь в боях за Бахмут. Влітку 2023 року воював біля с. Козачі Лагері та у Дніпровських плавнях. В лютому 2024 року увійшов до складу бригади «Азов» як 5-й батальйон спеціального призначення. 15 квітня 2025 року батальйон розширився до 20-ї бригади оперативного призначення, бригада увійшла в 1-й корпус НГУ «Азов».
Бригада названа на честь Любарта Гедиміновича — волинського та галицького князя.

## Історія
Після російського вторгнення 2022 року в Луцьку сформували окремий загін спеціального призначення, який мав діяти в структурі тероборони Волині. До його складу увійшли переважно волиняни добровольці, ветерани АТО, ветерани полку «Азов», футбольні фанати, члени організацій «Національний Корпус». Діяв як ДФТГ.[відсутнє в джерелі][неавторитетне джерело]
В червні-липні 2022 року загін спецпризначення «Любарт» виконував бойові завдання на Запоріжчині та Донеччині, зокрема у боях за Нескучне та Велику Новосілку.
31 липня повернувся на ротацію до Луцька.
Взимку загін брав участь в боях за місто Бахмут.

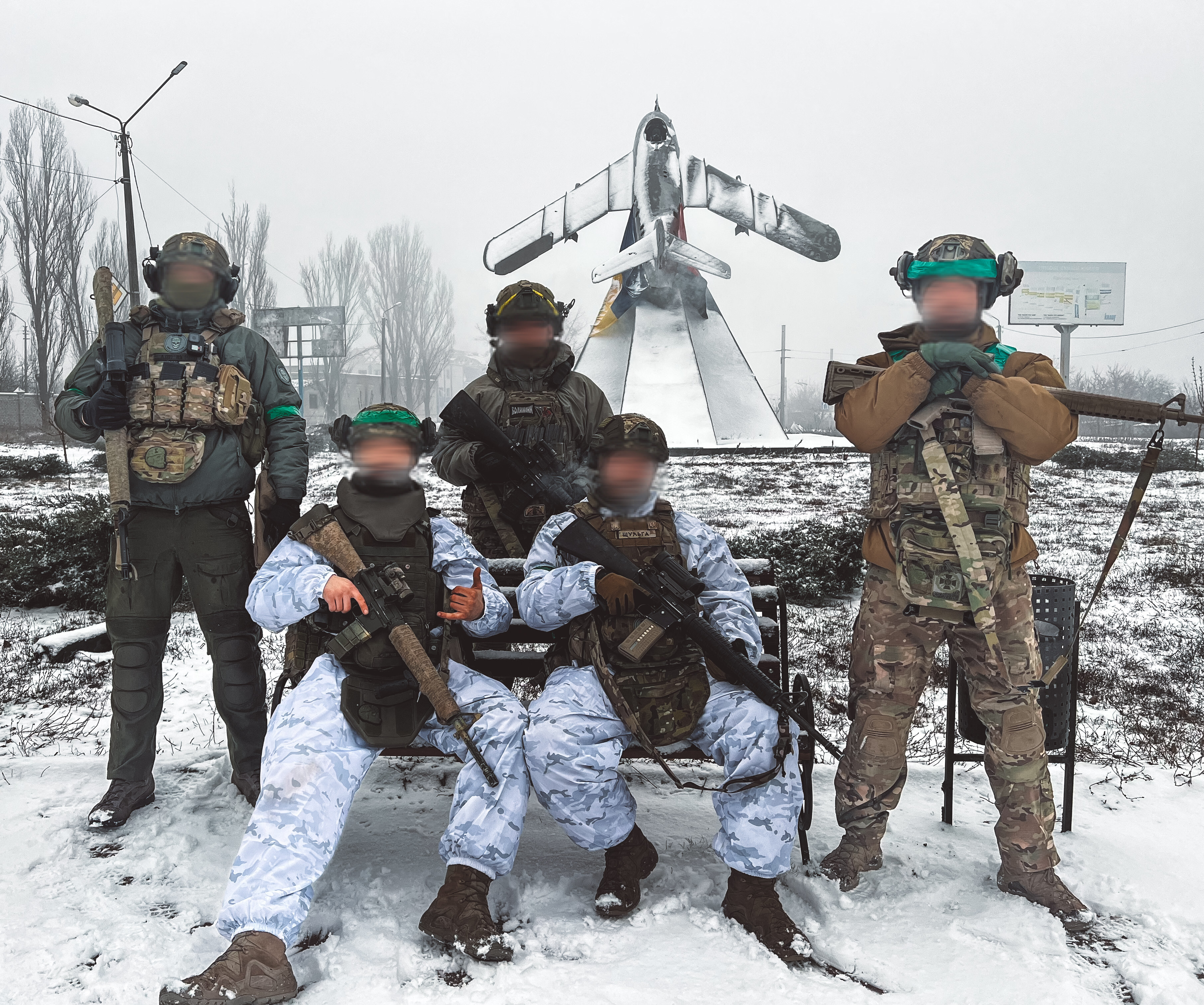

Влітку 2023 року спецпідрозділ «Любарт» виконував спеціальні завдання біля села Козачі Лагері. Згодом це описали як відволікаючий маневр.
На вересень «Любарт» здійснював спеціальну розвідку на островах та плавнях в гирлі Дніпра.
12 лютого 2024 року 12-та бригада спеціального призначення «Азов» повідомила, що підрозділ «Любарт» долучається до складу бригади як п'ятий батальйон спеціального призначення.
Станом на липень 2024 року батальйон вів бої в Серебрянському лісництві на Кремінському напрямку.
У квітні 2025 року батальйон розширився до 20-ї бригади оперативного призначення, бригада увійшла в 1-й корпус НГУ «Азов».

## Командування
Командири:
- 2023: Вадим Крикун («Янкі»)[14]

Начальники штабу:
- 2023: Андрій Д'яченко («Хорват»)[15]

## Структура
- 2-й батальйон спеціального призначення «Альбін» [16][17][18]

## Втрати

### 2023
- 7 серпня 2023 — Кужель Роман Юрійович («Ворон»), солдат. Загинув в боях за н.п. Козачі Лагері.[19]
- 8 серпня 2023 — Бельський Вадим Анатолійович («Аркан»), молодший сержант, командир групи. Загинув в боях за н.п. Козачі Лагері.[20]
- 8 серпня 2023 — Стасюк Ігор Петрович («Джокер»), солдат. Загинув в боях за н.п. Козачі Лагері.[21]
- 8 серпня 2023 — Карпюк Руслан Валентинович («Бєлий»), солдат. Загинув в боях за н.п. Козачі Лагері.[22]
- 1 жовтня 2023 — Ботан Дмитро Петрович («Брат»), солдат. Загинув в м. Оріхів Запорізької області.[23]
- 6 жовтня 2023 — Чучин Сергій Сергійович («Ліфтер»), старший солдат. Загинув під час штурму в районі н.п. Вербове Запорізької області.[24]
- 6 жовтня 2023 — Струбіцький Олег Михайлович («Нарк»), солдат. Загинув під час штурму в районі н.п. Вербове Запорізької області.[25]

### 2024
- 3 травня 2024 — Громов Дмитро. Загинув року у боях за Серебрянський ліс на Сіверському напрямку.[26]
- 12 червня 2024 — Зосімчук Максим. Загинув на території Серебрянського лісництва у районі Григорівки на Сіверському напрямку.[27]
- 9 серпня 2024 — Вовчанський Іван. 29.06.1991, м. Червоноград Львівської області.[28]
- 4 вересня 2024 — Матвієвський Дмитро. с. Верба. Загинув в районі Торецька.[29]
- 12 вересня 2024 — Луцик Роман. 6.09.1997, м. Березне Рівненської області.[30][31]
- 25 жовтня 2024 — Островський Назар, капітан.[32][33]

### Відео
- Як працюють FPV-дрони та західні міномети біля Дніпра — репортаж з Херсонщини // Українська правда, 23 жовтня 2023